# Erik Fredriksson
Pour les articles homonymes, voir Fredriksson.
Erik Fredriksson, né le 13 février 1943 à Tidaholm, est un ancien arbitre suédois. Une polémique a eu lieu lors de la Coupe du monde 1990, car alors qu'il arbitrait le match Argentine-URSS, il ne vit pas la main volontaire de Diego Maradona afin d'empêcher le ballon de rentrer dans les buts argentins, et le score était de 0-0. Cette polémique mit fin à sa carrière d'arbitre international.

## Carrière
- Coupe du monde de football de 1982 (1 match)
- Coupe des clubs champions européens 1983-1984 (finale)
- Euro 1984 (1 match)
- Coupe du monde de football de 1986 (2 matchs)
- Euro 1988 (1 match)
- Coupe d'Asie des nations de football 1988 (3 matchs)
- Supercoupe de l'UEFA 1988 (match aller)
- Coupe intercontinentale 1989
- Coupe du monde de football de 1990 (1 match)